# Intel Q45
| Intel Q45        | Intel Q45                                        |
| ---------------- | ------------------------------------------------ |
|                  |                                                  |
| Поддержка ЦП     | Core 2 Duo Core 2 Quad Pentium Dual-Core Celeron |
| Поддержка сокета | LGA775                                           |
| Предшественник   | Q43                                              |
| Преемник         | отсутствует                                      |

Intel Q45 — чипсет Intel, выпущенный в третьем квартале 2008 года, предназначенный для корпоративных платформ.

## Краткие характеристики
- Поддержка процессоров Intel Core™2 Duo и Core™2 Quad с Intel Virtualization Technology, а также процессоров Celeron с системной шиной 1333/1066/800 MHz.
- Поддержка PCI Express 2.0[1] с пропускной способностью  16 GB/s.
- Поддержка Intel Fast Memory Access
- Поддержка двухканальной оперативной памяти DDR2
- Поддержка двухканальной оперативной памяти DDR3
- Поддержка Intel Flex Memory Technology
- Поддержка Intel Graphics Media Accelerator X4500
- Поддержка DisplayPort и интерфейса DVI
- Поддержка Intel High Definition Audio[2]
- Поддержка Intel Matrix Storage Technology
- Поддержка Intel Rapid Recover Technology
- Поддержка Serial ATA (SATA)[3] 3 Gb/s
- Поддержка eSATA
- Поддержка отключения портов SATA[3]
- Поддержка отключения портов USB
- Поддержка Intel Quiet System Technology
- Поддержка процессоров Intel® Core™2 с технологией vPro
- Поддержка Intel Trusted Platform Module 1.2

## Особенности чипсета
- Обновленная архитектура Graphics Memory Controller Hub (GMCH) улучшает производительность методом оптимизации использования пропускного канала доступной оперативной памяти и уменьшения латентности доступа к ней.
- Предоставляет доступ к оперативной памяти с пропускной способностью до 12.8 ГБ/c (DDR2-800 двухканальный режим, 6.4 ГБ/c на канал) и максимальным объёмом в 16 ГБ для DDR2, с пропускной способностью до 17.0 ГБ/c (DDR3-1066 двухканальный режим, 8.5 ГБ/c на канал) и максимальным объёмом в 8 ГБ для DDR3, а также поддерживает расширенную адресацию памяти для 64-битных систем.
- Поддерживает интерфейс DisplayPort разрешением до 2560 x 1600, а также Digital Video Interface (DVI) с разрешением до 2048 x 1536.
- Для увеличения производительности дисковой подсистемы поддерживает создание RAID-массивов уровней 0 и 10, а также для обеспечения повышенной защиты данных на жёстких дисках поддерживает создание RAID-массивов уровней 1, 5 и 10.
- Поддерживает внешний SATA-интерфейс (external SATA (eSATA)), что позволяет передавать данные с максимально возможной скоростью для данного интерфейса (до 3 Гб/с) за пределы корпуса.
- Поддерживает до 6 SATA[3] портов.

## Поддерживаемая оперативная память
Данным чипсетом поддерживается:
- DDR3: 1333/DDR3-1066, 1333/DDR3-800, 1066/DDR3-1066, 1066/DDR3-800, 800/DDR3-800,
- DDR2: 1333/DDR2-800, 1333/DDR2-667, 1066/DDR2-800, 1066/DDR2-667, 800/DDR2-800, 800/DDR2-667

## Внешние ссылки
- Intel Q45 Chipset Overview  (англ.)